# Mazda 787B
El Mazda 787B fue un automóvil de carreras del Grupo C, producido por el fabricante japonés Mazda. Es un prototipo de Le Mans que ha destacado por su motor rotativo, con lo que fue un gran coche de competición durante su época de apogeo. Entre los aspectos a nivel competitivos que se le destacan, venció en las 24 Horas de Le Mans de 1991, se cree que el éxito que tuvo se debió a la innovación al incluir un motor rotativo, algo bastante novedoso para los años en los que fue desarrollado el vehículo. Era una evolución del 787 original que había competido en 1990.
Aunque los 787 (1990) y 787B (1991) carecían del ritmo de vuelta único de los competidores del Campeonato Mundial como Sauber-Mercedes, Jaguar y Porsche, así como los competidores del Campeonato Japonés, Nissan y Toyota, los 787 tenían buena fiabilidad, lo que les permitía competir por sus respectivos campeonatos. Esta fiabilidad de los coches dio sus frutos en 1991 cuando un 787B conducido por los pilotos Johnny Herbert, Volker Weidler y Bertrand Gachot llegó a la victoria en las 24 Horas de Le Mans de 1991. A partir de 2018, esta sigue siendo la única victoria de un automóvil que no utiliza un diseño de motor alternativo, un récord que probablemente nunca se repetirá debido a los cambios en el reglamento técnico, y la primera victoria de una marca japonesa en la general (Toyota ganaría las 24 Horas de Le Mans 2018).
Al final de la temporada 1991, la categoría Grupo C fue reemplazada por el Campeonato Mundial de Sport Prototipos con motores de 3.5 litros) y, por lo tanto, los motores rotativos del tipo Wankel ya no podían correr por el cambio de reglamentación ya que fueron prohibidos por la Federación Internacional del Automóvil. En una decisión anterior, los motores de 3.5 litros similares a los utilizados en la Fórmula 1 se convirtieron en la nueva fórmula para la temporada de 1992. El año siguiente, Mazda ingresó al MXR-01, basado en el Jaguar XJR-14 y con una unidad de Judd V10 sin mucho éxito (terminó cuarto en Le Mans en 1992).

## Especificaciones técnicas
Tiene un motor rotativo R26B con cuatro rotores de 654 cm³ (40 plg³) cada uno con 3 bujías por rotor, que entregaba una potencia máxima de 700 CV (690 HP; 515 kW) a las 9000 rpm y 608 N·m (448 lb·pie) a las 6500 rpm de par máximo.
Su bajo peso de 830 kg (1830 libras) con una relación potencia a peso de 0.84 CV/kg,[cita requerida] le permitía que tuviera muy pocas inercias y una aceleración de 0 a 100 km/h (0 a 62 mph) inferior a los 3 segundos.
El motor continuó utilizándose en la categoría GTO para el FC3S RX-7, que volvería a Le Mans en 1994, respaldado por Mazdaspeed. La librea volvería de nuevo en 1995, cuando un Kudzu con motor rotativo compitió en el WSC (World Sport Car) de IMSA, una categoría con diferentes regulaciones que la FIA. Esta vez comenzarían la carrera sin el patrocinio de Renown y en 1996 en la categoría inferior LMP2, que fue la última vez que Mazda utilizó la librea. Mazdaspeed continuaría compitiendo en la carrera hasta 1999.

## Legado

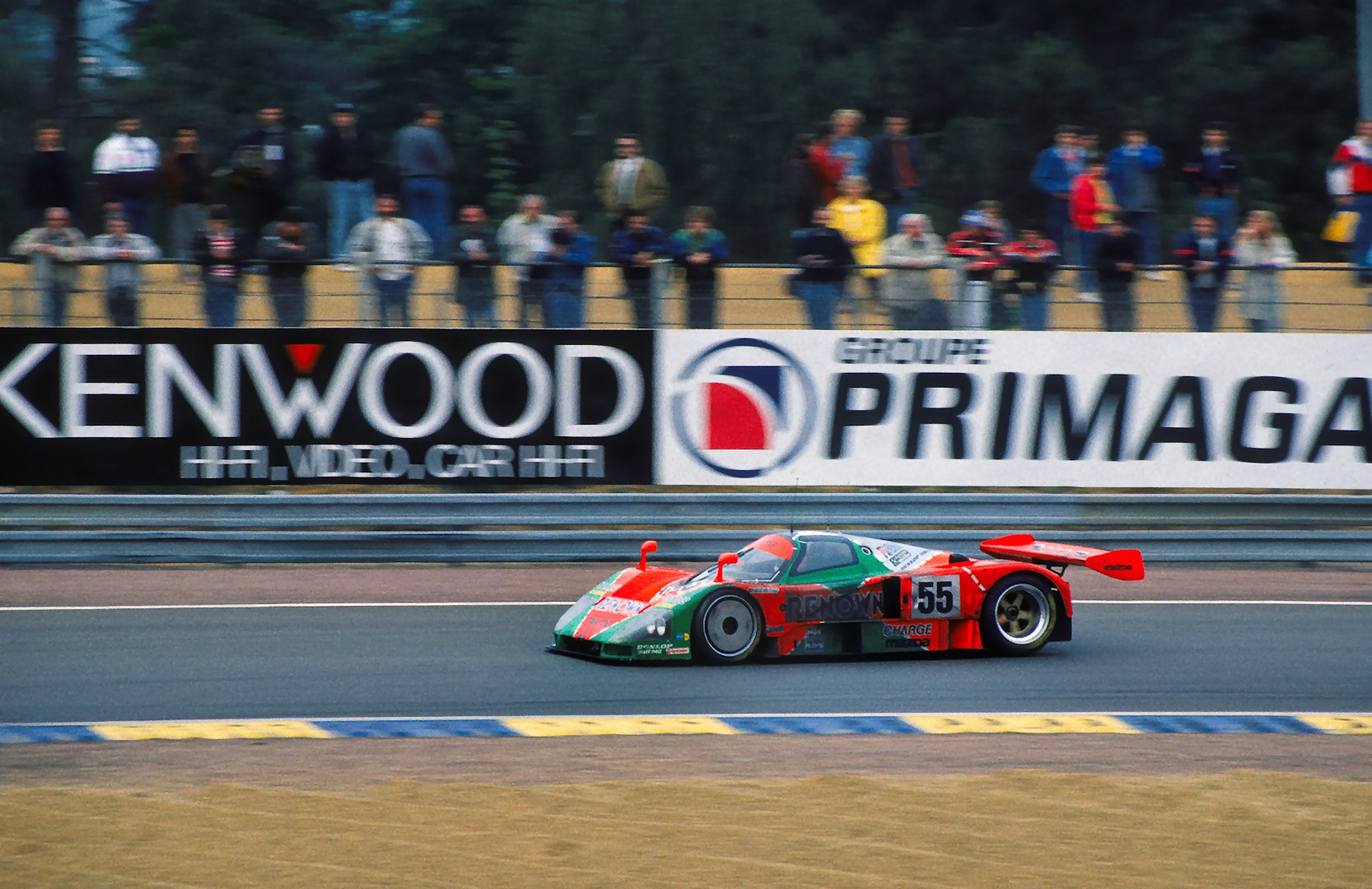
En las 24 Horas de Le Mans de 1991.

Hoy en día, el automóvil es considerado por los fanáticos de Mazda y del Wankel como uno de los coches de carrera más emblemáticos de Japón. El 787B ha sido celebrado por todas las principales compañías de juguetes y modelos dentro y fuera de Japón. Es considerado como el más popular de los coches del grupo C y ha aparecido en varias series, sagas y franquicias de videojuegos de carreras, tales como: Gran Turismo, Forza, Racing Rivals,[cita requerida] entre otros. A lo largo de la serie Gran Turismo, el esquema de colores puede verse como una compilación ficticia de varios esquemas de pintura de Mazda. En 2005, un RX-8 respaldado por la fábrica utilizó los colores de Renown para competir en una carrera de 24 horas en el circuito de Silverstone.
Mazda tiene el coche ganador en el Museo Mazda en Hiroshima. Al mismo tiempo, Mazda produjo cuatro réplicas y entregó una de ellas al Museo de Le Mans. El automóvil generalmente hace apariciones en los espectáculos anuales de Sevenstock y ha hecho dos apariciones en el evento Monterey Historics en 1999 y 2004 y todavía lleva un par de pegatinas de carreras ovaladas pequeñas detrás de las ventanas laterales, refiriéndose a su aparición en el Festival de Velocidad del circuito de Goodwood de 1999, cuando fue reunido e impulsado por Gachot.
El Mazda Furai Concept 2008 lleva el número 55 del ganador del 787B.
Después de una larga restauración, se mostró el ganador n.º 55 787B durante la precampeona de las 24 Horas de Le Mans de 2011. El piloto ganador Johnny Herbert condujo el 787B alrededor del circuito de La Sarthe en una vuelta de demostración.
El 24 de diciembre de 2014, como parte del proyecto Vision Gran Turismo, Mazda presentó el LM55 Vision Gran Turismo en el juego. El LM55 se ve como un homenaje a la victoria de 1991 de Mazda en las 24 Horas de Le Mans. En el Goodwood Festival of Speed 2015, el LM55 y el 787B fueron el foco del evento de ese año.
El 2 de julio de 2016, en las Seis horas de Watkins Glen, disputado en el circuito Watkins Glen International como parte del campeonato de resistencia de la IMSA. El equipo Mazda utilizó la decoración del 787B en sus dos prototipos en conmemoración del 25º aniversario de La victoria de Mazda en Le Mans.[cita requerida]